# Iñaki Oyarzábal
José Ignacio Oyarzábal Miguel (Vitoria, 19 de junio de 1966), conocido como Iñaki Oyarzábal, es un político español del Partido Popular, donde ejerce el cargo de secretario de Justicia, Derechos y Libertades. Parlamentario vasco desde 1996, también ha sido secretario general del Partido Popular del País Vasco.

## Biografía
Perteneciendo a una familia ligada históricamente al comercio en la ciudad de Vitoria se inició en el mundo empresarial muy pronto, formándose en la Cámara de Comercio de Vitoria, después de terminar sus estudios en COU tras repetir varios cursos en el Colegio San Viator de Vitoria.
Su primera empresa la creó con 21 años, en 1988, abriendo dos tiendas de ropa que permanecieron abiertas durante 14 años, hasta 2002. Entre esos años Iñaki Oyarzábal creó también una agencia inmobiliaria que contó con seis empleados y que se cerró en 2009. Participó en el Programa de Liderazgo para la Gestión Pública que se imparte en el IESE Business School.
Con 24 años fue elegido presidente de la Asociación de Comerciantes del Centro Comercial Dendaraba del que asumió la gerencia hasta 1995. Fue el miembro más joven de la Junta Directiva de la Federación de Empresarios de Comercio y Servicios de Álava. En esa época fundó la Asociación de Jóvenes Empresarios de Álava (AJEBASK).
En junio de 2012 aceptó aparecer en el listado de gays más influyentes de España, publicado por La Otra Crónica de cara a la celebración del día Internacional del Orgullo LGBT, reconociendo públicamente su homosexualidad por primera vez.

## Trayectoria política
Con inquietudes políticas muy tempranas su primer referente político era Adolfo Suárez al que tuvo la oportunidad de conocer a los 15 años en una cena en Vitoria en 1982, cuando Suárez era líder del CDS. Posteriormente, con 18 años se afilió al Partido Demócrata Popular (PDP) liderado entonces en el País Vasco por Jaime Mayor Oreja. Pronto le eligieron secretario general de las Juventudes Democristianas del PDP en Euskadi donde conoció a Carlos Iturgaiz. En 1989, y tras la refundación del Partido Popular (PP), fue elegido presidente de Nuevas Generaciones de Álava. En 1993 fue elegido presidente de las Nuevas Generaciones de Euskadi. En esos años, junto con Alfonso Alonso, se incorporaron a las Nuevas Generaciones del PP buena parte de los dirigentes del Partido Popular del País Vasco, como Antonio Basagoiti, Arantza Quiroga o Borja Sémper, la llamada «Generación Miguel Ángel Blanco» debido a que este concejal asesinado por ETA en 1997 formaba parte de ese equipo.
En 1995, con 29 años, al ser elegido concejal del Ayuntamiento de Vitoria ocupó su primer cargo público. Posteriormente entró en el Parlamento Vasco en el que ha sido reelegido parlamentario por Álava durante cinco legislaturas, durante las cuales ha sido portavoz de educación. Fue vicepresidente del Consejo vasco del movimiento europeo (Eurobask). Fue secretario general del PP de Álava durante la presidencia de Ramón Rabanera y siguió siéndolo con Alfonso Alonso como presidente.
Director de las campañas del Partido Popular del País Vasco desde el año 1999, Iñaki Oyarzábal fue uno de los primeros críticos de María San Gil por cuestionar el liderazgo de Mariano Rajoy. En 2008, tras la llegada de Antonio Basagoiti a la presidencia del partido, fue nombrado secretario general. En las elecciones al Parlamento Vasco de 2009 fue cabeza de lista por Álava. En febrero de 2012 fue nombrado secretario de Justicia, Derechos y Libertades del PP. 
De perfil centrista y liberal, junto con Javier Maroto es uno de los pocos políticos del Partido Popular que ha criticado públicamente la posición de su formación sobre el matrimonio igualitario. El 27 de febrero de 2009 en una entrevista ofrecida en El País declaró: «Defiendo el reconocimiento de los derechos de gays y lesbianas, y estoy de acuerdo con el matrimonio homosexual». Tres años después reconoció públicamente su propia homosexualidad.
En marzo de 2012 tildó a algunas organizaciones de víctimas del terrorismo como "radicales y ultras" durante una entrevista concedida a Radio Nacional de España, por lo que Voces contra el Terrorismo (VcT) solicitó su destitución.
| Predecesor: Carmelo Barrio  | Secretario general del PP del País Vasco 2008-2014                   | Sucesor: Nerea Llanos |
| Predecesor: Federico Trillo | Secretario de Justicia, Derechos y Libertades del PP 2012-actualidad | Sucesor: En el cargo  |